# Buturugeni
Buturugeni è un comune della Romania di 3 991 abitanti, ubicato nel distretto di Giurgiu, nella regione storica della Muntenia.
Il comune è formato dall'unione di 4 villaggi: Buturugeni, Pădureni, Podu Ilfovățului, Poșta.